# Postdemocrazia
Una postdemocrazia (dal neologismo inglese post-democracy, coniato dal sociologo e politologo britannico Colin Crouch) è un sistema politico che, pur essendo regolato da istituzioni e norme democratiche, viene in effetti governato e pilotato da grandi lobby (ad es. società multinazionali o transnazionali) e dai mass media. Perciò l'applicazione delle regole democratiche nella prassi politica, sociale ed economica viene in realtà progressivamente svuotata. Secondo questa teoria politica le democrazie tradizionali rischiano di perdere parte dei loro caratteri costituenti a favore di nuove forme di esercizio del potere, prevalentemente oligarchiche.
Il termine è comparso in particolare per definire una evoluzione in atto nel corso del XXI secolo in molte democrazie. Si tratta di un termine polemico, in quanto richiamerebbe l'attenzione su quelle democrazie riconosciute che stanno tuttavia perdendo alcuni dei loro principi fondamentali ed evolvendo verso regimi di tipo elitario.

## Genesi
Il termine è stato proposto nel 2003 dal sociologo e politologo britannico Colin Crouch per presentare un'analisi sullo sviluppo delle democrazie all'inizio del terzo millennio.
(Nicola Antonetti, Il posto del riformismo, Mondoperaio, 11-12/2024, p. 26)
In seguito il sintagma è stato adoperato dal giornalista conservatore Peter Oborne per criticare le tendenze aristocratiche nella politica di Tony Blair.

## Descrizione
Nella sua pubblicazione Crouch prende in esame vari esempi per definire un tipo ideale di democrazia alterata in senso postdemocratico. Si sottolinea innanzitutto che la vita politica continua a svolgersi all'interno delle regole democratiche e pertanto non si tratta di uno stato anti-democratico.

Tuttavia, nella postdemocrazia descritta da Crouch, le occasioni di partecipazione per i cittadini vengono progressivamente ridotte a favore di altre forme decisionali. Acquistano un ruolo decisivo invece le burocrazie, i tecnocrati, gli organi intergovernativi, le lobby, le imprese economiche e i media. 

Promotori di un'ideologia neoliberale e liberista, questi centri di potere tenterebbero di nascondere le differenze di classe, per legittimare più facilmente i propri interessi a scapito della collettività. In questa maniera essi favoriscono tuttavia anche la frustrazione e la disaffezione delle classi meno privilegiate, riducendo ulteriormente la domanda di partecipazione. Mentre i cittadini si allontanano dalla politica, il processo elettorale democratico si avvicina 

## Esempi
Una caratteristica centrale della postdemocrazia secondo Crouch è il degrado della comunicazione politica, soprattutto dopo l'introduzione della televisione privata controllata da interessi commerciali e concentrata in poche mani. Come esempi per questa concentrazione di potere Crouch indica i magnati Rupert Murdoch e Silvio Berlusconi.

Esempi di partiti con caratteristiche postdemocratiche sono per Crouch il New Labour britannico, il movimento di Pim Fortuyn nei Paesi Bassi e Forza Italia. Secondo l'analisi di Crouch, 